# Ogólnopolski Konkurs Chórów a Cappella Dzieci i Młodzieży

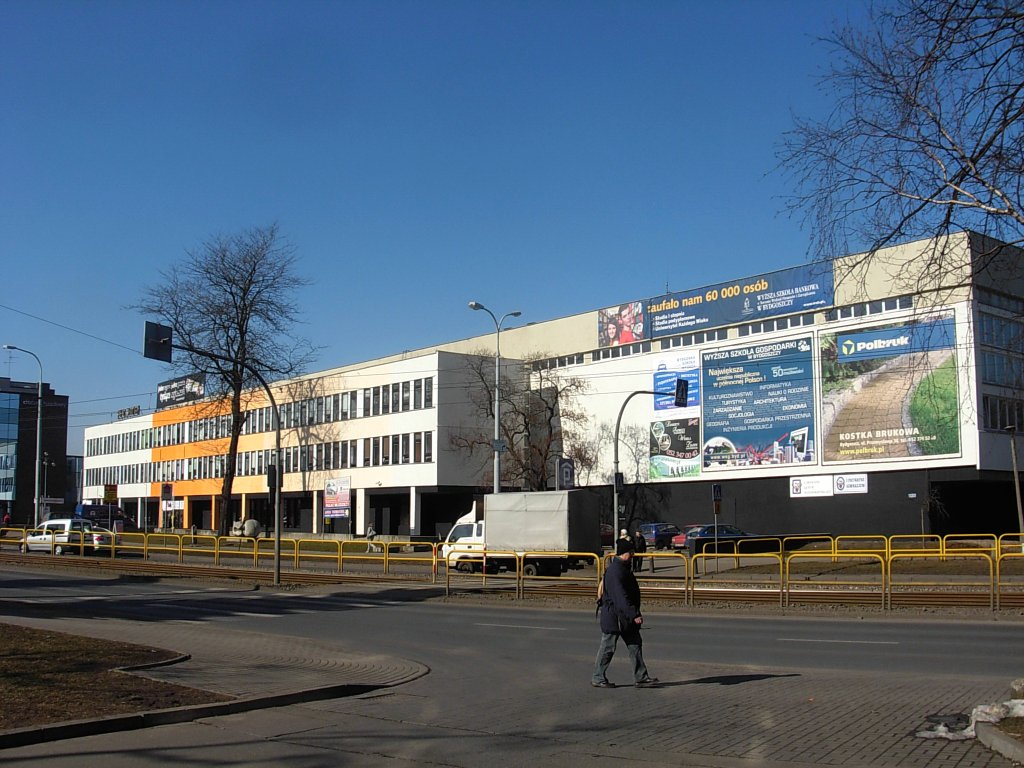
Pałac Młodzieży w Bydgoszczy, gdzie odbywa się konkurs finałowy

Ogólnopolski Konkurs Chórów a Cappella Dzieci i Młodzieży – konkurs muzyczny, organizowany od 1971 roku kolejno w: Warszawie, Częstochowie i Kaliszu. Od 1988 r. odbywa się w Bydgoszczy.

## Historia
Pierwsza edycja konkursu odbyła się w Warszawie w 1971 roku pod nazwą „Konkurs Chórów Szkolnych”. Następny konkurs odbył się również w Warszawie, w 1980 roku, ale zmienił nazwę na „Ogólnopolski Konkurs Chórów Szkolnych i Placówek Wychowania Pozaszkolnego”. Przez następne 6 lat konkurs odbywał się w Częstochowie, później w Kaliszu. W Bydgoszczy finał konkursu odbył się po raz pierwszy w 1988 roku. Jest on organizowany przez Pałac Młodzieży. Patronat nad konkursem objęło Ministerstwo Edukacji Narodowej.
Jednym z pierwszych laureatów konkursu był chór Szkoły Podstawowej nr 2 w Nowem n. Wisłą i chór „Canto” z Pałacu Młodzieży (1989). Konkursowe przesłuchania odbywały się w sali Filharmonii Pomorskiej, a niektóre koncerty laureatów połączone z tzw. nocnym śpiewaniem uczestników – w  bazylice św. Wincentego a Paulo. Z każdym rokiem impreza nabierała rozmachu. W XV edycji w 1995 r. uczestniczyło 41 chórów skupiających 2078 dzieci.

## Charakterystyka
Konkurs polega na rywalizacji chórów młodzieżowych w trudnej dyscyplinie śpiewania bez akompaniamentu. Konkurs przebiega w dwóch etapach: kwalifikacja do finału i przesłuchania konkursowe. Startuje zazwyczaj od kilkunastu do kilkudziesięciu zespołów, z których najlepsze z najlepszych zdobywają Grand Prix i nagradzane są Złotymi Kamertonami. Poza nagrodami regulaminowymi przyznaje się również nagrody specjalne, np. nagrody prezydenta Bydgoszczy lub Zarządu Głównego Związku Kompozytorów Polskich za najlepsze wykonanie utworu rodzimego kompozytora. Finał odbywa się w sali Filharmonii Pomorskiej im. I.J. Paderewskiego.

## Cele konkursu
- kształtowanie i podnoszenie kultury muzycznej dzieci i młodzieży,
- ocalenie oraz upowszechnienie cennej i trudnej sztuki śpiewu chóralnego w szkołach i placówkach oświatowych,
- doskonalenie poziomu wykonawczego zespołów,
- konfrontacja ich dorobku,
- prezentacja całorocznej pracy dyrygentów i chórów,
- popularyzacja twórczości współczesnych kompozytorów polskich.

## Nagrody i wyróżnienia
Nagrodami w finale konkursu są:
- Grand Prix – ufundowane przez Ministerstwo Edukacji Narodowej przyznawane zespołowi, który uzyskał najwyższą liczbę punktów w finale,
- Złoty Kamerton,
- Srebrny Kamerton,
- Brązowy Kamerton,
- Puchar Ministra Edukacji Narodowej przyznawany laureatowi I miejsca z największą liczbą punktów w swojej kategorii,
- Puchar Ministra Kultury i Dziedzictwa Narodowego, przyznawany za najlepsze wykonanie utworu obowiązkowego w danej kategorii,
- nagrody specjalne od jury za najlepsze wykonanie utworu współczesnego kompozytora polskiego, za najlepsze wykonanie utworu inspirowanego polską muzyką ludową oraz za najlepsze prawykonanie utworu polskiego.

## Kategorie
Chóry startują w sześciu kategoriach:
- dziecięce chóry szkolne do lat 16,
- dziecięce chóry pozaszkolne do lat 16,
- młodzieżowe chóry szkolne o głosach równych do 21 lat,
- młodzieżowe chóry szkolne o głosach mieszanych do 21 lat,
- młodzieżowe chóry pozaszkolne o głosach równych do 21 lat,
- młodzieżowe chóry pozaszkolne o głosach mieszanych do 21 lat.

## Zdobywcy Grand Prix
- 1991 - Chór „Schola Cantorum” przy Liceum Ogólnokształcącym  w Knurowie dyrygent: Jerzy Pogocki
- 1992 - Chór Mieszany „Resonans con Tutti" Ogniska Pracy Pozaszkolnej w Zabrzu, dyrygent: Norbert Kroczek
- 1993 - Chór „Legenda” z Młodzieżowego Domu Kultury w Opolu, dyrygentka: Elżbieta Willim
- 1994 – Chór Mieszany „Resonans con Tutti" Ogniska Pracy Pozaszkolnej w Zabrzu, dyrygent: Norbert Kroczek
- 1995 - Chór Mieszany I Liceum Ogólnokształcącego im. Adama Mickiewicza w Głubczycach, dyrygent: Tadeusz Eckert
- 1996 - Chór „Resonans con Tutti" Ogniska Pracy Pozaszkolnej w Zabrzu, dyrygent: Waldemar Gałązka
- 1997 – Chór Mieszany I Liceum Ogólnokształcącego im. Adama Mickiewicza w Głubczycach, dyrygent: Tadeusz Eckert
- 1998 –  Dziecięco-Młodzieżowy Chór ,,Fantazja"  z II LO im. A. Mickiewicza i Gimnazjum nr 3 w Słupsku, dyrygentka: Lilianna Zdolińska
- 1999 - Chór „Semper Cantantes” z Malborka, dyrygent: Bożena Jankowska
- 2000 - Chór „Serioso Giocoso” IX Liceum Ogólnokształcącego w Bydgoszczy, dyrygent: Mariusz Kończal
- 2001 - Chór „Szczygiełki" Ogniska Pracy Pozaszkolnej w Poniatowej, dyrygentka: Dagmara Matysik
- 2002 Chór "Semper Cantantes" Liceum Ogólnokształcącego w Malborku, dyrygentka: Bożena Belcarz
- 2003 –  Dziecięco-Młodzieżowy Chór ,,Fantazja"  z II LO im. A. Mickiewicza i Gimnazjum nr 3 w Słupsku, dyrygentka: Lilianna Zdolińska
- 2004 - Zabrzański Chór Młodzieżowy „Resonans con Tutti" Ogniska Pracy Pozaszkolnej w Zabrzu, dyrygent: Waldemar Gałązka
- 2005 – Chór „La musica” z Gimnazjum nr 16 im. Fryderyka Chopina w Lublinie, dyrygent: Zdzisław Ohar
- 2006 – Dziecięco-Młodzieżowy Chór ,,Fantazja"  z II LO im. A. Mickiewicza i Gimnazjum nr 3 w Słupsku, dyrygentka: Lilianna Zdolińska
- 2007 - Chór Szkolny „Canzonetta” w Strumieniu, dyrygentki: Tamara Nowok i Agnieszka Gawron-Gaszczyk
- 2008 – Zabrzański Chór Młodzieżowy „RESONANS CON TUTTI” z Ogniska Pracy Pozaszkolnej nr 1 w Zabrzu, dyrygentka: Arlena Różycka-Gałązka
- 2009 – Miejski Chór Dziewczęcy „Logos” przy Miejskim Domu Kultury w Świnoujściu, dyrygentka: Elżbieta Naklicka
- 2010 – Chór „La musica” z Gimnazjum nr 16 im. Fryderyka Chopina w Lublinie, dyrygent: Zdzisław Ohar
- 2011 – Chór Mieszany I Liceum Ogólnokształcącego im. Adama Mickiewicza w Głubczycach, dyrygent: Tadeusz Eckert oraz Chór Żeński „Cantilena” z II Liceum Ogólnokształcącego, im. gen. Zygmunta Podhorskiego w Suwałkach, dyrygent: Ignacy Ołów
- 2012 – Zabrzański Młodzieżowy Chór „Resonans con tutti” im. N.G. Kroczka z Młodzieżowego Domu Kultury nr 1 w Zabrzu, dyrygent: Waldemar Gałązka
- 2013 – Chór żeński „Cantilena” z II Liceum Ogólnokształcącego, im. gen. Zygmunta Podhorskiego w Suwałkach, dyrygent: Ignacy Ołów
- 2014 – Chór „La Musica” – grupa starsza z Gimnazjum nr 16 im. Fryderyka Chopina w Lublinie, dyrygent: Zdzisław Ohar
- 2015 – Dziecięco-Młodzieżowy Chór ,,Fantazja" z Zespołu Szkół Ogólnokształcących nr 2 w Słupsku, dyrygentka: Lilianna Zdolińska
- 2016 – Chór „La musica” – grupa starsza z Gimnazjum nr 16 im. Fryderyka Chopina w Lublinie, dyrygent: Zdzisław Ohar
- 2017 – Międzyszkolny Chór Żeński przy III Liceum Ogólnokształcącym w Białymstoku, dyrygentka: Anna Olszewska
- 2018 – Chór „La Musica” – grupa starsza ze Szkoły Podstawowej nr 16 im. Fryderyka Chopina w Lublinie, dyrygent: Zdzisław Ohar
- 2019 - Młodzieżowy Chór „Our Voice” z Działdowa, dyrygentka: Danuta Czeczot
- 2021 - Chór „La Musica” – grupa starsza ze Szkoły Podstawowej nr 16 im. Fryderyka Chopina w Lublinie, dyrygentka: Karolina Filipczak-Sulima
- 2023 - Chór „La Musica” – grupa młodsza ze  Szkoły Podstawowej nr 16 im. Fryderyka Chopina w Lublinie, dyrygentka: Joanna Knap
- 2024 - Chór Chłopięcy Narodowego Forum Muzyki im. Witolda Lutosławskiego we Wrocławiu, dyrygentka: dr hab. Małgorzata Podzielny